# Kommunalwahlen in Georgien 2014
Die Kommunalwahlen in Georgien 2014 fanden am 15. Juni statt.
Gewählt wurden in zwölf Städten die Bürgermeister, in 59 Gemeinden die Verwaltungschefs, sowie 71 Gemeinderäte mit insgesamt 2084 Abgeordneten.

## Ergebnisse
Die Wahlbeteiligung lag bei 43,3 % (bei den Kommunalwahlen 2010 waren es 49 %).
Bei den Kommunalwahlen in Georgien 2014 wurde die Partei Georgischer Traum (Kartuli Otsneba–Demokratiuli Sakartvelo, KODS) mit 50,8 % die stärkste Kraft, gefolgt von der Vereinten Nationalen Bewegung (Ertiani Nazionaluri Modsraoba, ENM), die sich mit 22,4 % als stärkste Oppositionskraft etablieren konnte. Drittstärkste Kraft wurde mit 10,2 % die Demokratische Bewegung – Vereintes Georgien (Demokratiuli Modzraoba — Ertiani Sakartvelo, DMES).
Die Kommunalwahlen wurden von 22 internationalen Wahlbeobachtern aus 15 Ländern begleitet, die die Wahl als fair, friedlich und geheim beurteilten.

## Lokalverwaltungsreform
Das georgische Parlament beschloss vor den Kommunalwahlen eine Lokalverwaltungsreform. Dadurch soll die Mitbestimmung der Bürger gestärkt werden (z. B. erstmals Direktwahl der Bürgermeister und Verwaltungschefs, in Tiflis bereits seit 2010) und auch kleineren Parteien die Chance auf den Einzug erhalten (die Sperrklausel für Parteien wurde von 7 % auf 4 % abgesenkt).